# Sergej Podpalyj
Sergej Ivanovič Podpalyj (in russo Сергей Иванович Подпалый?; Kiev, 13 settembre 1963) è un allenatore di calcio ed ex calciatore sovietico, dal 1991 cittadino russo, di ruolo difensore.

## Carriera

### Club
Ha giocato con numerose squadre di club, chiudendo la carriera al Gomel.

### Nazionale
Conta 2 presenze con la nazionale russa.

## Palmarès

### Allenatore

#### Competizioni nazionali
- Campionato bielorusso: 1

Homel': 2003
- Coppa di Bielorussia: 1

Homel': 2002
- Vtoroj divizion: 1

Nosta Novotroick: 2006 (Girone Urali)
- Campionato lettone: 1

Ventspils: 2011